# Craig H. Benson
Craig H. Benson ist ein US-amerikanischer Bauingenieur für Geotechnik.
Benson studierte Bauingenieurwesen an der Lehigh University mit dem Bachelor-Abschluss 1985 und an der University of Texas at Austin mit dem Master-Abschluss 1987 und der Promotion 1989. Er war ab 1990 Assistant Professor, ab 1995 Associate Professor und ab 2007 Professor an der University of Wisconsin-Madison, an der er seit 2000 das Geotechnik-Labor leitete und an der er 2007 bis 2011 das Recycled Materials Resource Center leitete, war außerdem 2008/09 Professor an der University of Washington in Seattle und ist seit 2015 Professor an der University of Virginia in Charlottesville. Dort ist er Dekan der School of Engineering and Applied Science.
Benson spezialisierte sich auf Umweltschutz-Geotechnik, unter anderem Abdichtung und Konstruktion von Deponien (einschließlich solcher für radioaktive Abfälle und Bergbauabfälle), Recycling industrieller Nebenprodukte (wie Flugasche)  für nachhaltige Konstruktionsmethoden, Nachhaltigkeitsbeurteilung geologischer Systeme und von Baukonstruktionen sowie allgemein Bewegung von Energie und Massen im Untergrund.  
Er ist Mitglied der National Academy of Engineering (2012, für Verbesserungen im Entwurf, der Konstruktion und der Überwachung von Bodenschutz und Bedeckung von Deponien für Hausmüll oder radioaktive Abfälle, Laudatio) und der National Academy of Inventors (2018) und Fellow der American Association for the Advancement of Science. 1991 erhielt er einen Presidential Young Investigator Award der NSF. Benson erhielt den Ralph B. Peck Award (2012), die Croes Medal (1998, 2008), den Alfred P. Noble Prize (2008), 1995 den Casagrande Award und 2021 den Terzaghi Award (alle von der American Society of Civil Engineers, ASCE) und hielt 2014 die Spencer J. Buchanan Lecture an der Texas A&M University. 2009 wurde er Fellow der ASCE. 
Er war Herausgeber des Journal of Geotechnical and Geoenvironmental Engineering.